# من خبر رع (كاهن آمون الأكبر)
من خبر رع، ابن باينجم الأول من زوجته دوات حتحور-حنوت تاوي (ابنة رمسيس الحادي عشر من زوجته تنت آمون)، كان كبير كهنة آمون في طيبة في مصر القديمة من عام 1045 قبل الميلاد إلى 992 قبل الميلاد، والحاكم الفعلي للجنوب.

## السيرة الذاتية
خلف الأخ الأكبر الشقيق لمن خبر رع، ماساهرتا، والدهما باينجم الأول ككاهن أكبر. وتلاه على نفس المنصب أخ آخر، جد خنسو إوف عنخ، وبعد وفاته في السنة الخامسة والعشرين من حكم سمندس الأول، أصبح من خبر رع خادم آمون الأول أو ما يعرف بكاهن آمون الأكبر. مع أن أخاه غير الشقيق الأكبر كان يحكم في تانيس كملك باسم بسوسنس الأول، لا بد أن سلطة من خبر رع، مثل ماساهرتا، كانت محدودة إلى حد ما. أتخذ من خبر رع لقب "الخادم الأول لآمون" كاسمه الملكي، تمامًا كما فعل جده الأكبر حريحور، ربما كدليل على هذا الدور المحدود، رغم أنه احتفظ بالخرطوش حوله على عكس خلفائه في الكهانة.
تزوج من خبر رع من ابنة أخيه إسيتمخب (إسيت إم خب)، ابنة أخيه بسوسنس الأول وزوجته وياي. وكان أبناؤهم:
- سمندس الثاني، المعروف أيضًا بنسبانبجد الثاني، الذي تبعه ككبير كهنة.
- حنوت تاوي ج، زوجة سمندس الثاني، مغنية آمون. ذُكرت على البوابة العاشرة لمعبد الكرنك. دُفنت في الدير البحري، وموجودة الآن توابيتها في بوسطن ونيويورك. كان لها ابنة تُدعى إسيتمخب.
- باينجم الثاني، كبير الكهنة بعد وفاة أخيه. تزوج من أخته إسيتمخب وأصبح والد الملك بسوسنس الثاني.
- إسيتمخب د، زوجة بنجم الثاني.
- حوري، كاهن آمون وست. وجدت مومياؤه وتوابيته في باب الجسس (الدير البحري) وهي الآن في القاهرة.
- ميريت آمون، مغنية آمون. دُفنت في باب الجسس في عهد بسوسنس الثاني. توابيتها موجودة في القاهرة.
- جاوت سشن، مغنية منتو. دُفنت في باب الجسس، وتوجد توابيتها وورق البردي الخاص بها الآن في القاهرة. كانت متزوجة من ثا نفر، كاهن آمون من الدرجة الثالثة. أبناؤهما، باينجم ومن خبر رع، أصبحا كاهنين من الدرجة الثالثة والرابعة لآمون على التوالي.
- بسوسنس، كاهن مين، حورس وإيزيس في قفط، معروف من لوحة موجودة في المتحف البريطاني.[4]

## قراءات إضافية
- فيليب كولومبرت، عندما يخاطب من خبر رع آمون (لوحة النفي، L.12)، في: RdÉ 48 (1997)، 257–259.
- غابرييل ديمبيتز، النقش التنبؤي لكبير كهنة آمون من خبر رع في معبد خونسو بالكرنك، في: A. Hudecz – M. Petrik (محررون): التجارة والاقتصاد في مصر القديمة. وقائع المؤتمر الدولي الثالث للشباب علماء المصريات؛ 25-27 سبتمبر 2009، 2010
- كاثي سبايسر، ألقاب كبير كهنة آمون من خبر رع على التمثال N43 بمتحف دورهام، في: CdÉ 77 (2002)، 47-54
- كاهيل، K.M & Damarani، A. (2016)، "التابوت الحجري لكبير كهنة آمون، من خبر رع، من دير قبطي في أبيدوس". Mitteilungen des Deutschen Archäologischen Instituts Abteilung Kairo (MDAIK) 72، ص. 11-30.